# Kristýna Plíšková
Kristýna Plíšková (n. 21 martie 1992, Louny⁠(d), Republica Cehă și Slovacă, Cehoslovacia) este o tenismenă profesionistă cehă inactivă. Plíšková a câștigat un titlu la simplu și patru la dublu pe Circuitul WTA, precum și nouă titluri la simplu și opt la dublu pe Circuitul ITF. Cea mai bună clasare a sa la simplu a fost locul 35 mondial, la 31 iulie 2017, iar la dublu locul 44 mondial, la 14 iunie 2021.
Plíšková a câștigat turneul de juniori a Campionatului de la Wimbledon din 2010, învingându-o pe Sachie Ishizu în seturi consecutive. În prezent, deține recordul pentru cei mai mulți ași (31) într-un meci din Circuitul WTA, pe care l-a stabilit într-un meci din runda a doua împotriva Monicăi Puig la Australian Open 2016.